# Julie Gautier
Julie Gautier (geb. am 19. November 1979 in Saint-Louis, La Réunion) ist eine französische Apnoe-Taucherin, Tänzerin und Filmemacherin.

## Leben
Gautier ist die Tochter eines Speerfischers, der tauchend jagte, und wurde von diesem schon früh an das Tauchen ohne Hilfsmittel herangeführt. Sie wuchs in Réunion auf. Sportliches Apnoetauchen begann sie mit 18 Jahren.
Gautier ist mit 68 Metern erreichter Tiefe französische Rekordhalterin im Tauchen mit konstantem Gewicht, das heißt ohne Zusatzgewicht oder andere Hilfsmittel. Sportlich trat sie auch für das französische Team bei der Apnoe-Weltmeisterschaft an. Dabei fühlte sie sich nach eigenen Angaben beim rein sportlichen Tauchen nie besonders wohl, wesentlich mehr Erfüllung bereitete es ihr, einfach so unter Wasser Fische zu fangen und die Unterwasserwelt zu entdecken. Bekannt wurde sie vor allem durch ihre Kurzfilme, die sie teilweise mit ihrem Lebensgefährten Guillaume Néry drehte.
Bekannt wurde sie mit dem Film Free Fall von 2010. Er zeigt, wie Néry unter Wasser an den Rand des Dean’s Blue Hole tritt und sich dann in dieses fallen lässt. Gautier drehte den Film. Sie selbst tauchte dabei ohne Tauchequipment. Das Video verbreitete sich weltweit in der Szene und erreichte auf YouTube 28 Millionen Views (Stand November 2020). Néry wurde durch den Film weltweit bekannt. Für Gautier bedeutete der Film die Erkenntnis, dass sie mit ihrem Apnoetalent auch etwas anderes machen konnte als an Wettbewerben teilzunehmen, und sie begann, sich auf die künstlerische Arbeit zu konzentrieren.
Weitere Videos mit Néry folgten. Während die ersten Filme mit Néry im Wesentlichen seine Projekte waren und sie an der Kamera arbeitete, schrieb, produzierte und leitete sie spätere Produktionen selber. Für den Mainstream arbeitete sie mit Naughty Boy und Beyoncé und koproduzierte deren Videoclip zum Song Runnin (lose it all). Dieser Film hatte über 250 Millionen Aufrufe. Der Clip spielt wieder unter Wasser, Néry war wieder als Schauspieler dabei. Gautier drehte wieder in ihrer gewohnten Art ohne Tauchequipment nur mit Kamera. Allerdings arbeitete sie hier auch mit einem Kameramann zusammen, der mit einer Tauchausrüstung ausgestattet bestimmte Sequenzen aufnahm.
2018 trat sie erstmals in einem eigenen Projekt vor die Kamera. In Ama zeigt sie eine mehrminütige Tanzroutine auf einer Plattform des Tauchturms Y-40, dem dritttiefsten Swimming Pool der Welt. Der Film, benannt nach den japanischen Apnoe-Muscheltaucherinnen wurde am Internationalen Frauentag 8. März 2018 erstaufgeführt. Freitaucher und andere organisierten dabei 40 Aufführungen weltweit von Frankreich über Polynesien, Russland, China, Thailand und Samoa in Kinos, an Stränden und in Bars.
In ihrem Stil setzt sie auf traumartige Sequenzen. Ihr geht es nicht darum, eine reine Dokumentation zu drehen – das Wasser sorgt für eine magische, ungewohnte Umgebung, während der Zuschauer gleichzeitig vergessen soll, dass es unter Wasser spielt.
Gautier lebt in Nizza. Mit ihrem Lebensgefährten betreibt sie seit 2012 die Produktionsfirma Les Films Engloutis und hat eine 2012 geborene Tochter.

## Rekorde
- 2007: Apnoetauchen mit konstantem Gewicht (CNF), 9. Französischer Rekord 65 Meter.
- 2008: Apnoetauchen mit konstantem Gewicht. Französischer Rekord 68 Meter, spätestens 2018 durch eine andere Taucherin (73 m) eingestellt.

## Filmographie
- 2010: Free Fall – Video auf YouTube
- 2014: Narcose – Video auf YouTube
- 2014: Ocean Gravity – Video auf YouTube
- 2015: Runnin (lose it all) – Naughty Boy ft. Beyoncé ft. Arrow Benjamin – Video auf YouTube
- 2017: Y-40 – Video auf YouTube
- 2018: Ama – Video auf YouTube
- 2019: Making of "Ama" mit Jacques Ballard - Video auf YouTube
- 2019: Dancing through the Waters – Video auf YouTube